# スーパーブラックバス
『スーパーブラックバス』はスターフィッシュ・エスディが発売している釣りゲームのシリーズ。
1984年にホット・ビィより発売されたPC-8801用ゲームソフト『ザ・ブラックバス』をルーツとし、1994年発売の『スーパーブラックバス2』以降、スターフィッシュ・エスディからの発売となっている。

## 評価
『キングサーモン』はファミコン通信クロスレビューでは7、5、8、5の25点。レビュアーはポイント探しや釣り上げるタイミングは簡単に覚えられ素人でも楽にプレイできる、入れ食いだったり食いつかないこともあるリアルさがいい、ヒットしてからの魚との駆け引きが特に楽しくキングサーモンを釣ったときはかなり嬉しい、ゲームとしての完成は高いが魚がヒットするまで待つのが退屈で実際に汗をかいて釣りをするのと違って変化に乏しく飽きやすい、もっといっぱいバトルをしたくなる地味なゲームだとした。
『ハイパーブラックバス』はファミコン通信クロスレビューでは6、4、6、4の20点。正統派の釣りシミュレーションで携帯ゲーム機でも本来の面白さは損なわれていないが、ブラックバスの釣りポイント探しが一番重要なのは寂しい、無理を承知の画面構成と挙動は動きはガタガタしてちょっと興醒め、かけひきはほぼ無く単調なプレイでヒットすれば後は簡単で必ずと言えるほど釣れてしまうとした者と結構釣れて欲求不満の解消になるとした者で分かれた。

## シリーズ
- ザ・ブラックバス（1984年、PC-8801） - MSX等、当時のパソコン各機種にも移植された。
- ザ・ブラックバス（1987年、ファミリーコンピュータ）
- ザ・ブラックバスII（1989年、ファミリーコンピュータ）
- ザ・ブルーマリーン（1991年、ファミリーコンピュータ）
- キングサーモン（1992年、メガドライブ）
- ハイパーブラックバス（1992年、ゲームボーイ）
- スーパーブラックバス（1992年、スーパーファミコン）
- スーパーブラックバス2（1994年、スーパーファミコン）
- ハイパーブラックバス'95（1995年、ゲームボーイ）
- スーパーブラックバス3（1995年、スーパーファミコン）
- バスフィッシング 達人手帳（1996年、ゲームボーイ）
- スーパーブラックバス ポケット（1996年、ゲームボーイ）
- スーパーブラックバス ポケット2（1997年、ゲームボーイ）
- スーパーブラックバスX（1997年、プレイステーション・2012年、ゲームアーカイブス）
- スーパーブラックバス ポケット3（1998年、ゲームボーイカラー）
- スーパーブラックバス リアルファイト（1999年、ゲームボーイカラー）
- スーパーブラックバス クラシック（1999年、Windows）
- スーパーブラックバスX2（2000年、プレイステーション・2017年、ゲームアーカイブス）
- ザ・ブルーマリーン（2000年、プレイステーション・2017年、ゲームアーカイブス）
- スーパーブラックバス アドバンス（2001年、ゲームボーイアドバンス）
- スーパーブラックバス（2002年、Javaアプリ）
- スーパーブラックバス〜ダイナミックショット〜（2005年、ニンテンドーDS）
- スーパーブラックバス〜北半球を釣る〜（2007年、ニンテンドーDS）
- スーパーブラックバスオンライン（2008年、Windows）
- スーパーブラックバス 3Dファイト（2011年、ニンテンドー3DS）

発売日： 2011年10月6日、 2013年2月15日、 2013年4月2日